# Мечеть Хасана-паши
Мечеть Хасана-паши  (араб. مسجد حسن الباشا‎) или Турецкая мечеть (араб. جامع الترك‎) — мечеть в городе Оран.

## История
Строительство мечети Хасана-паши было начато в 1796 году по приказу правителя Алжира Мохамеда аль-Кадира. Мечеть была посвящена изгнанию испанцев из Алжира, а средства на ее были получены из средств вырученных от продажи христианских рабов. В 1797 году строительство было завершено. В 1833 году Оран был захвачен французскими войсками, а здание мечети было реквизировано французской администрацией, впоследствии мечеть была возвращена мусульманам по приказу Наполеона III. 
Из-за строительных работ в районе мечети, началось разрушение конструкции здания. В 2007 году мечеть признана историческим памятником, ведутся работы по реставрации при поддержке правительства США.

## Галерея

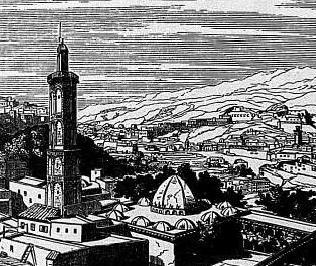
Мечеть Хасана-паши на гравюре XVII века
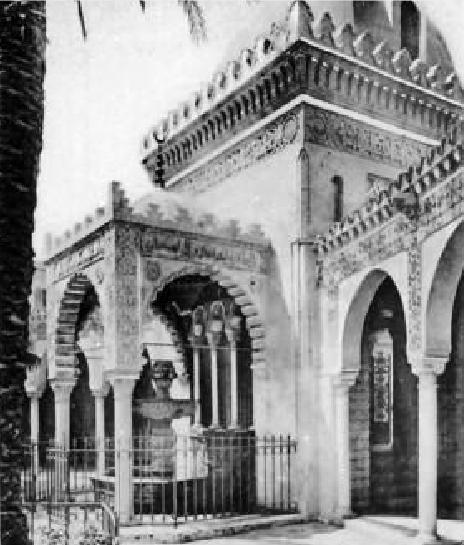
Двор мечети	Хасана-паши
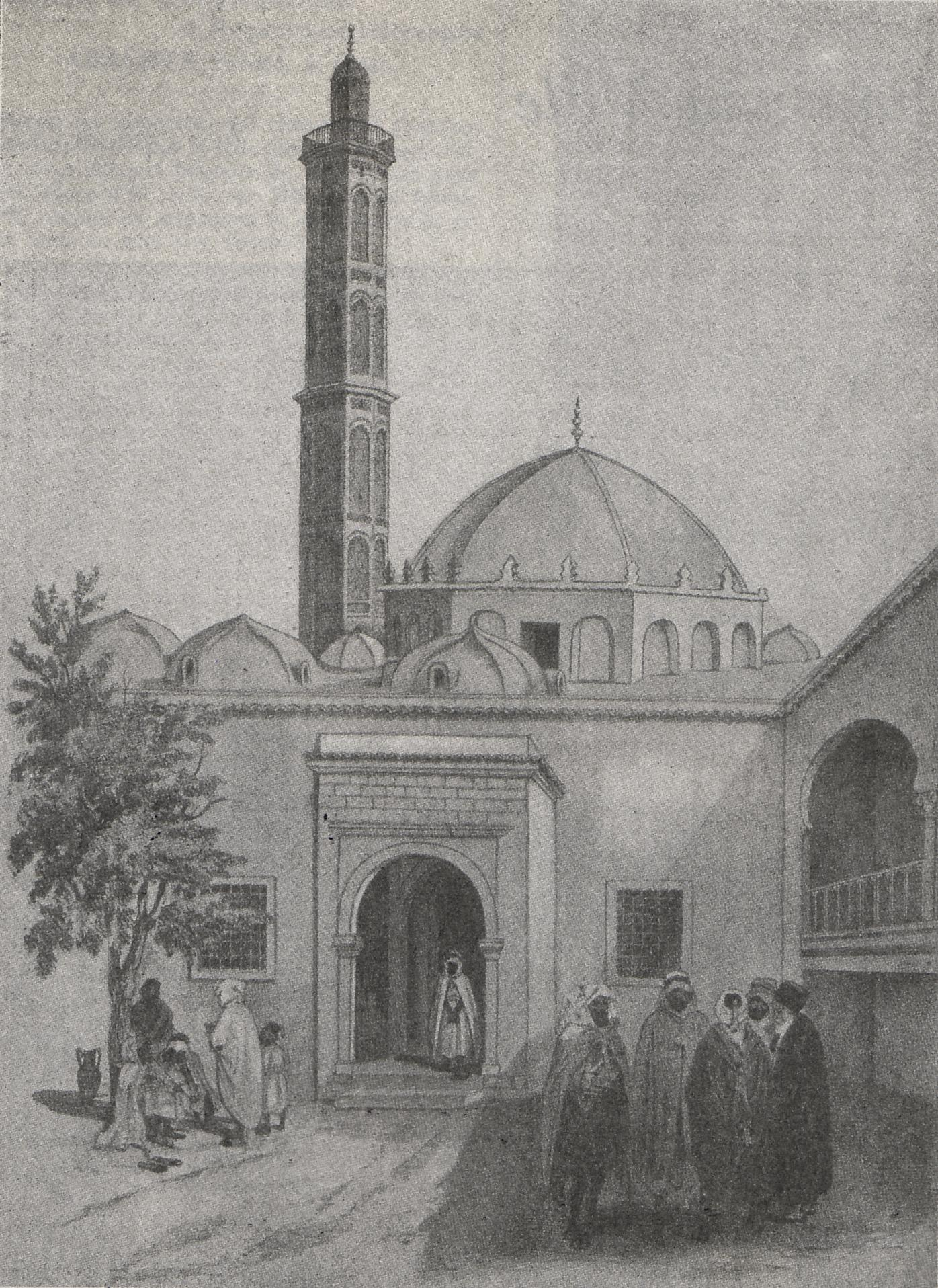
Рисунок мечети
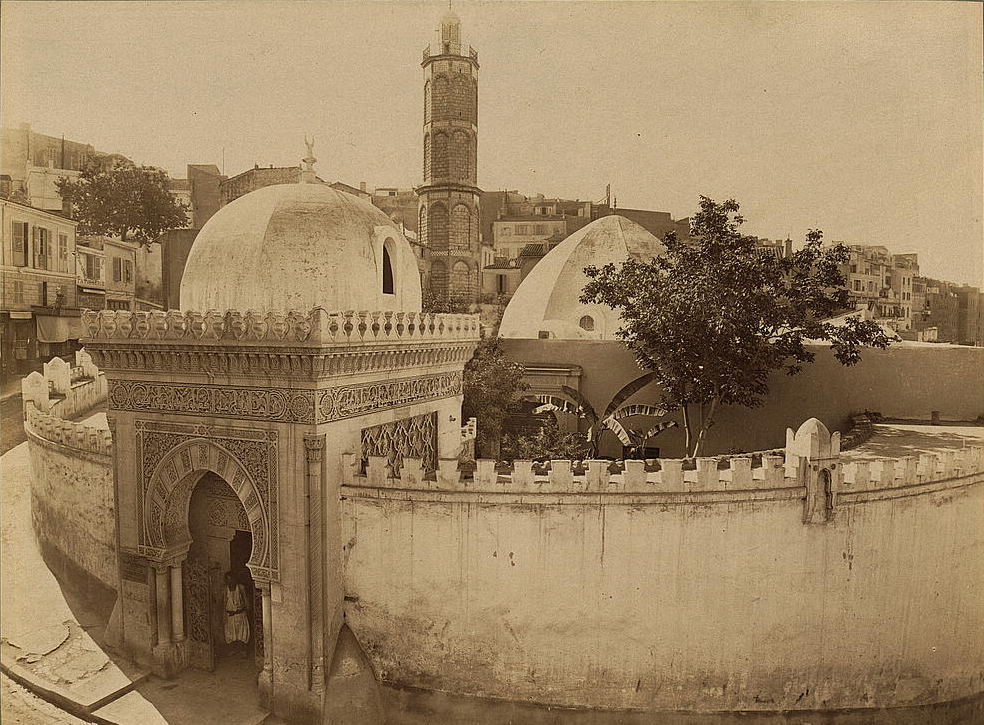
Мечеть Хасана-паши в начале XX века
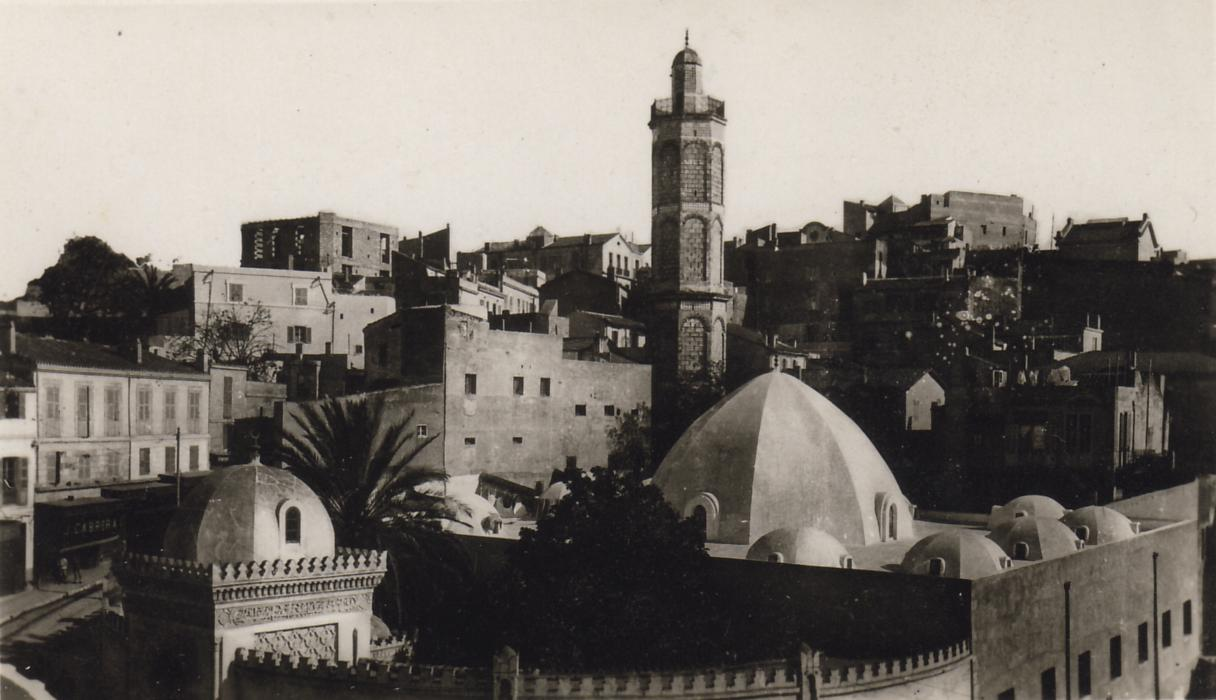
Вид на мечеть в 1920 году